# 習近平吃包子事件

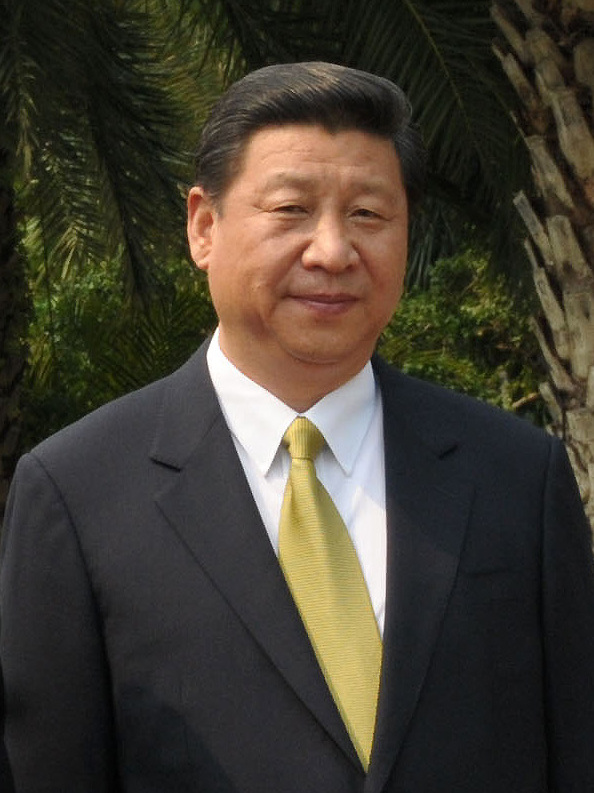
2013年的中共中央總書記习近平

習近平吃包子事件，是2013年12月28日，中共中央總書記習近平到北京月壇北街慶豐包子舖吃包子的事件。這次事件被習近平的團隊安排由媒体传播，再由官媒转载，从而引发了社会的关注。慶豐包子鋪屬北京市屬國資公司掌控。

## 经过
2013年12月28日早上6點，北京月壇慶豐包子舖門口輔路的停車收費員易昌榮接到交管部門的電話，被告知中午需要保留幾個停車位。中午12點15分，易昌榮被明確告知這人是個領導，要求他把車位看好。当天上午，习近平先后在京桥热电有限公司和海淀区四季青敬老院视察，随后前往月坛。
中午12點20分，習近平在中共中央办公厅副主任、总书记办公室主任丁薛祥的陪伴下，身穿深色风衣和西装，内穿一件黑毛衣，走進慶豐包子舖排隊點餐，習近平點了6個（二兩）豬肉大蔥餡的包子、一碗炒肝、一份芥菜，共消費人民币21元。点餐后习近平自己端盘找到空位置坐下，并与周围群众解释说：“今天我们去外地调研晚了，所以顺道来这里吃中饭。”就餐的20分钟期间，习近平不断和旁边的店员及顾客交谈，边吃边笑着说：“包子很好吃，卫生也非常干净，一定要重视食品安全。”并与周围群众握手、合影。习近平将所有菜都吃完后坐丰田考斯特离开。虽然之后习近平的走访都使用群众演员和設置严格耗时的交通管制，但此次特地不设交通管制。

## 後續

### 包子概念股
在習近平光顧慶豐後，由於中國股市部分投資者一度認為慶豐包子舖是隸屬於聚德華天的企業，而上市公司全聚德是聚德華天的大股東，因而市場視全聚德為“包子概念股”，2013年12月30日全聚德股票開盤漲停。但後來華天公司的员工說，慶豐包子舖是西城區國資委的華天集團（聚德華天系華天集團和全聚德合辦）旗下的企業，屬於100%國資。

### 慶豐包子舖
習近平光顧北京慶豐包子舖在中國掀起「包子熱」。慶豐包子舖一举成名，被纷纷要求加盟。慶豐包子舖設“主席套餐”，京东商城直接针对北京地区推出了慶豐包子舖主席套餐抽奖活动。微博上盛传“庆丰（清风）就是做官要两袖清风；炒肝（干）就是要把不称职的干部炒掉；芥菜（戒财）就是告诫官员们，既然当了官就不要想发财；猪肉大葱就是要让官员一清二白，否则就是不管三七二十一（21元），一顿六个，全部吃掉！”慶豐包子舖此後成為北京上訪民眾的光顧地點，將這裡變成了「信访局」。一營業員說，常有一些上訪人舉着各種標語牌和橫幅舉行示威，有的示威結束後就進來吃包子。
河南省郑州市玉凤路出現山寨版「慶豐包子店」，店裡出售人民幣21元的「習總套餐」。由於无照经营，郑州工商部门已责令该店停业。
该连锁品牌在2015年已扩张至300余家店面，并拟于2016年上市。

### 疑似公关宣传举动
2013年12月31日，署名“郑直”的網友發帖《習近平包子背后的四海微傳播是誰？》，分析认为並非網友“偶遇”習總吃包子；最先發出習近平在慶豐包子舖吃包子照片的網友“四海微傳播”，不是一個正在包子舖吃包子的普通網友，而是官方協調好的公關舉動。國家互聯網信息辦公室後來要求全國網站刪除此帖。北京的資深媒體人李大同認為，即使真的是在“作秀”，當局也没有必要大動干戈、刪除相關文章。

### 官员效仿
中國媒體此後報導了各种“偶遇”：2013年12月31日，郑州电视台新闻节目播出“网友偶遇”中共郑州市委书记吴天君乘坐地铁的报道。2014年1月1日，《法制晚报》在新浪的官方微博称：该报记者在北京街头“扫街”时，正巧“偶遇”中华人民共和国公安部副部长兼北京市公安局局长傅政华带枪巡逻（两名官员均已被判刑）。

### 小袁宝
与习近平合影的河南洛阳男孩小袁宝成了幼儿园里的“明星”，不少人与他合影。

### 歌曲
吴颂今、邹当荣合作创作了赞扬习近平在此次事件中表现出的亲民作风的歌曲《包子铺》。

## 评价

### 正面评价
新京报对此事持褒奖态度，认为突显了习近平亲民的形象，没有派头，没有架子，传递出了“正能量”。《人民日报海外版》发表社论，称习近平21元排队吃包子，传递平民本色。新華社引用路透社的報導，稱習近平“展现了他平易近人的一面”；並引用德國新聞社的報導，稱習近平在“沒有提前通知和沒有森嚴戒備的情況下造訪了一家包子鋪，這對於中國的最高領導人來說很少見”。

### 负面评价
一些媒體認為這是當局精心安排的公關親民秀，相關領導人作秀事件在世界政局早已見怪不怪，部分中国國外媒體則直稱其為表演性質。美國之音则引用一位中國網民的发言认为习近平可能在試圖借机传递政治信號，表明他與真正的「毛左」不一樣。

#### 衍生綽號
習近平到慶豐包子舖吃包子之後，部分媒體與網友以調侃的口吻用绰号“習包子”“慶豐帝”稱呼習近平。

#### 网络词汇「包子露宪」讽刺修憲
2017年，中国朝鲜族学生权平因为身穿印有“XITLER”、“习包子”和“大撒币”讽刺习近平字样的T恤衫，在中国吉林被控“煽动颠覆国家政权罪”，判刑18个月，出狱后权平驾驶摩托艇偷渡至韩国寻求政治庇护。
2018年2月，中国共产党中央委员会建議修改《中华人民共和国宪法》，取消國家主席和副主席連續任期不得超過兩屆的規定。由于习近平的党总书记任期本身已经没有限制，引发外界对于习近平将成为终身领导人的忧虑。之後当局封杀了大批网络词汇，当中包括“包子露宪”（包子露馅）等讽刺詞彙。